# Sticky & Sweet Tour
Sticky & Sweet Tour va ser la gira vuitè concert de tot el món per la cantant nord-americana Madonna per promocionar el seu onzè àlbum d'estudi, Hard Candy. Es va iniciar l'agost de 2008 i va ser la primera gira de Madonna del seu nou disc i tracte de negocis amb Live Nation. La gira va ser anunciada al febrer de 2008, amb dates de llocs de nord-americans i britànics va revelar. Encara que s'havia previst inicialment, la gira no va visitar Austràlia a causa de problemes financers i la recessió financera. La dissenyadora de vestuari Arianne Phillips va dissenyar el vestuari, amb el suport d'una sèrie de famosos dissenyadors i marques. L'escenari per a l'espectacle principal va ser planejat de manera similar a la del seu anterior Confessions Tour. Després de la gira va concloure el 2008, Madonna ha anunciat plans de jugar una segona etapa europea el 2009 per jugar en els territoris que mai havien estat o no havien jugat durant molt de temps. La gira va ser descrit com una "rock impulsat viatge dancetastic". Es divideix en quatre actes:Pimp, en S&M va ser el tema principal,Old School on les cançons clàssiques de Madonna es van realitzar, alhora que mostra el treball de l'artista mort Keith Haring,Gypsy una fusió de música folklòrica romanesa i ball, amb les actuacions que van des de la malenconia alegre i Rave, on va actuar influències orientals. L'espectacle va acabar amb cantar-al llarg de l'última cançó amb el públic. Es van fer alguns canvis a la llista que figura en el partit de tornada de la gira europea el 2009, incloent un tribut a la dansa mort cantant Michael Jackson. La visita va generar comentaris positius dels crítics.
Sticky & Sweet Tour va trencar molts rècords en termes de la seva venda d'entrades, l'assistència comercial brut i el públic. Després que el d'anada, va ser la gira amb majors ingressos per un artista en solitari, guanyant $ 282 milions, trencant el rècord anterior de Madonna se celebrarà amb ella Confessions Tour. En general, Madonna realitza per més de 3,5 milions de fans a 32 països, recaptant un total dels EUA $ 408 milions, cosa que el converteix també la gira quart major recaptació de tots els temps, només per darrere de U2:U2 360° Tour, AC/DC:Black Ice World Tour i The Rolling Stones:A Bigger Bang Tour. Encara segueix sent la gira més taquillera d'un artista en solitari.

## Teloners

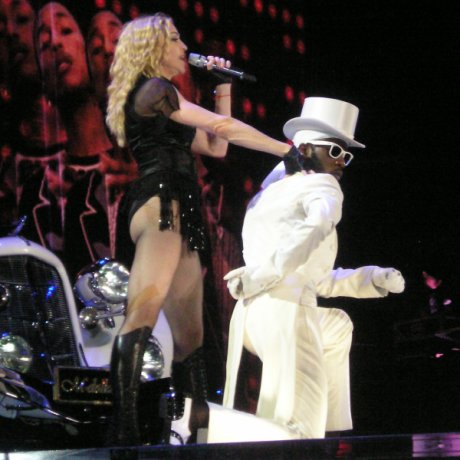
Madonna cantant "Beat Goes On".

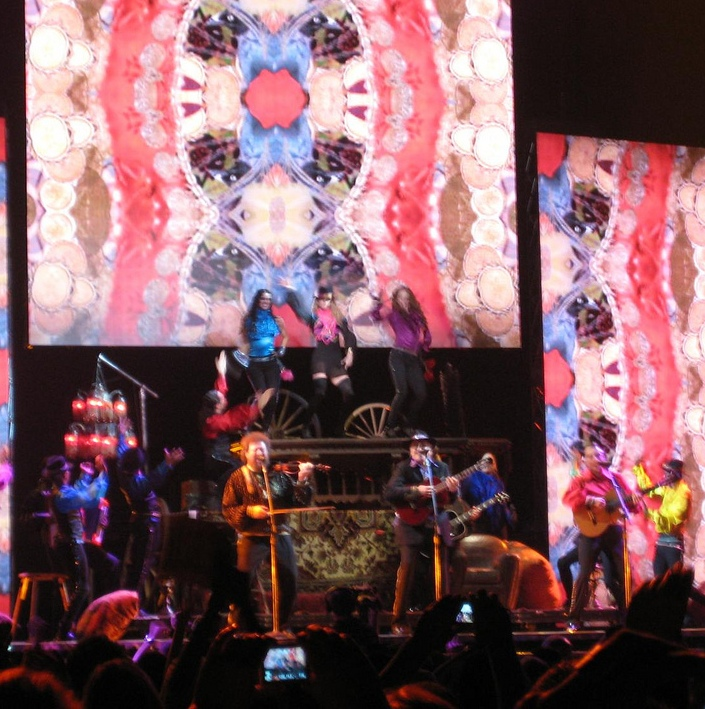
Madonna cantant "La Isla Bonita".

- Robyn (Europa,només en alguns llocs)[1]
- Benny Benassi (Rome)[2]
- Paul Oakenfold (Europa,Israel,Amèrica del Nord i Amèrica del Sud,llocs selectes)[3]
- Bob Sinclar (Paris)[4]

## Llista de cançons
| 2008 |
| --- |
| 1. "The Sweet Machine" (Video Introduction) (conté elements de "Manipulated Living", "4 Minutes", "Human Nature" and "Give It 2 Me") 2. "Candy Shop" (conté elements de "4 Minutes" i Beat Goes On) 3. "Beat Goes On" (conté elements de "And the Beat Goes On") 4. "Human Nature" (conté excerpts de "Gimme More" juntament amb elements de "What You Need") 5. "Vogue" (conté elements de "4 Minutes", "Give It To Me" i "Discothèque") 6. "Die Another Day" (Remix) (Video Interlude) (conté excerpts de "Mortal Kombat: The Album" juntament amb elements de "Do You Wanna Get Funky", "Planet Rock" i "Looking for the Perfect Beat") 7. "Into the Groove" (conté elements de "Toop Toop", "Body Work", "Jump", "Apache", "It's like That" i "Double Dutch Bus") 8. "Heartbeat" 9. "Borderline" 10. "She's Not Me"(conté elements de "Thief Of Hearts") 11. "Music" (conté elements de "Put Your Hands Up 4 Detroit", juntament amb excerpts de "Last Night a DJ Saved My Life" i "Heartbeat") 12. "Rain" (Remix) (Video Interludi) (conté elements de "Here Comes the Rain Again" juntament amb excerpts de "4 Minutes") 13. "Devil Wouldn't Recognize You" 14. "Spanish Lesson" 15. "Miles Away" 16. "La Isla Bonita" (conté excerpts de "Lela Pala Tute") 17. "Doli Doli" (Kolpakov Trio solo) (conté elements de "Me Darava") (Dansa Interludi) 18. "You Must Love Me" 19. "Get Stupid" (Video Interlude) (conté elements de "Beat Goes On", "Give It 2 Me", "4 Minutes" i "Voices") 20. "4 Minutes" 21. "Like a Prayer" (conté elements de "Feels Like Home") 22. "Ray of Light" 23. "Hung Up" (conté elements de "A New Level" and "4 Minutes") 24. "Give It 2 Me" (conté elements de "Fired Up!" (Club 69 Mix) and Jody Den Broeder Remix of "Give It 2 Me" i Get Stupid) |

| 2009 |
| --- |
| 1. "The Sweet Machine" (Vídeo introducció) (conté elements de "Manipulated Living", "4 Minutes", "Human Nature" i "Give It 2 Me") 2. "Candy Shop" (conté elements de "4 Minutes" i Beat Goes On) 3. "Beat Goes On" (conté elements de "And the Beat Goes On") 4. "Human Nature" (conté extractes de "Gimme More" juntament amb elements de "What You Need") 5. "Vogue" (conté elements de "4 Minutes", "Give It To Me" i "Discothèque") 6. "Die Another Day" (Remix) (Video Interludi) (conté extractes de "Mortal Kombat: The Album" juntament amb elements de "Do You Wanna Get Funky", "Planet Rock" i "Looking for the Perfect Beat") 7. "Into the Groove" (conté elements de "Toop Toop", "Body Work", "Jump", "Apache", "It's Like That" i "Double Dutch Bus") 8. "Holiday" (conté elements de "Celebration" i "Everybody", juntament amb excerpts de "Jam", "2000 Watts", "Billie Jean", "Another Part of Me" i "Wanna Be Startin' Somethin'") 9. "Dress You Up" (conté elements de "My Sharona" juntament amb excerpts de "God Save the Queen i "Mickey") 10. "She's Not Me"(conté elements de "Thief Of Hearts") 11. "Music" (conté elements de "Put Your Hands Up 4 Detroit", juntament amb excerpts de "Last Night a DJ Saved My Life" i "Heartbeat") 12. "Rain" (Remix) (Video Interludi) (conté elements de "Here Comes the Rain Again" juntament amb excerpts de "4 Minutes") 13. "Devil Wouldn't Recognize You" 14. "Spanish Lesson" 15. "Miles Away" 16. "La Isla Bonita" (conté extractes de "Lela Pala Tute") 17. "Doli Doli" (Kolpakov Trio solo) (conté elements de "Me Darava") (Dansa Interludi) 18. "You Must Love Me" 19. "Get Stupid" (Video Interludi) (conté extractes de "Beat Goes On", "Give It 2 Me", "4 Minutes" i "Voices") 20. "4 Minutes" 21. "Like a Prayer" (conté elements de "Feels Like Home") 22. "Frozen" (conté elements de "I'm Not Alone" juntament amb excerpts de "Open Your Heart") 23. "Ray of Light" 24. "Give It 2 Me" (conté elements de "Fired Up!" (Club 69 Mix), Jody Den Broeder Remix of "Give It 2 Me" i Get Stupid) |